# Марш к фюреру
Марш к фюреру (нем. Der Marsch zum Führer, в русскоязычных интернет-источниках зачастую ошибочно «Марш для вождя») — чёрно-белый пропагандистский документальный фильм среднего метража, снятый в нацистской Германии и вышедший в прокат в 1940 году.

## Сюжет
Фильм изображает общенациональный марш членов гитлерюгенда в Нюрнберг для участия в съезде НСДАП. В отличие от документальных фильмов Лени Рифеншталь, снятых ранее в Нюрнберге, «Марш к фюреру» рассказывает не о самом съезде партии или о нацистских лидерах, которые появляются только в самом конце фильма. Фильм повествует о мальчиках из гитлерюгенда, которые начинают свой путь в разных частях Германии, по дороге останавливаются на ночлег в деревнях, маршируют строем по городам, выполняя воинское приветствие и размахивая флагами со свастикой.
Автор сценария и режиссёр в титрах не указаны и не были установлены. Фильм получил следующие оценки: «ценный в государственно-политическом отношении», «ценный в художественном отношении», «ценный для народного образования», «ценный для молодежи».
Эрвин Ляйзер, автор книги «Германия, проснись! Пропаганда в кино Третьего рейха», писал: «Известный кинорежиссер, сделавший в Третьем рейхе карьеру, рассказывал мне, что на его вопрос о смысле Третьего рейха один фюрер Гитлерюгенда ответил: „Маршировать вместе“».